# Surpat' chez Léo Ferré
Surpat' chez Léo Ferré est un album instrumental de Jean Cardon sorti en 1959. L'accordéoniste attitré de Léo Ferré reprend seize parmi les plus belles mélodies de son ami, accompagné de quelques musiciens.

## Historique

### Autour de l'album
- Référence originale :
- L'album est réédité en CD en 2000 ; référence originale : La Mémoire et la Mer 10081

## Réception et postérité
Dans les années 1980, Léo Ferré utilisera ces versions instrumentales pour chanter sur scène ses titres anciens, plutôt que les enregistrements qu'il a lui-même réalisés chez Odéon, sans doute parce que Cardon lui avait confié les bandes et parce qu'il en trouvait les arrangements plus réussis. 
On peut entendre Graine d'ananar, Le Jazz-band, T'en as et Monsieur mon passé dans Léo Ferré au Théâtre des Champs-Élysées (1984) et Le Pont Mirabeau ou L'Invitation au voyage dans Léo Ferré au Théâtre Libertaire de Paris (2006).

## Titres
- Toutes les musiques sont de Léo Ferré.

| Titre                  | Durée | Genre    | Version de Léo Ferré (présent sur le...)          | Auteur                |
| ---------------------- | ----- | -------- | ------------------------------------------------- | --------------------- |
| Pauvre Rutebeuf        | 2:55  | boléro   | 33 tours 25cm Le Guinche (1955)                   | Rutebeuf              |
| Les Amoureux du Havre  | 1:53  | valse    | Jamais enregistré par Léo Ferré                   |                       |
| Graine d'ananar        | 2:08  | boléro   | 33 tours 25 cm Le Piano du pauvre (1954)          |                       |
| La Rue                 | 1:49  | one-step | super 45 tour La Rue (1955)                       |                       |
| La Fortune             | 2:09  | valse    | 33 tours 25cm Le Guinche (1955)                   |                       |
| Jazz band              | 2:44  | fox-trot | album Encore du Léo Ferré (1958)                  |                       |
| La Chanson mécanisée   | 2:44  | boléro   | album Les Chansons interdites... et autres (1961) |                       |
| Harmonie du soir       | 1:48  | valse    | album Les Fleurs du mal (1957)                    | Charles Baudelaire    |
| Le Guinche             | 2:48  | one-step | 33 tours 25cm Le Guinche (1955)                   |                       |
| Le Pont Mirabeau       | 2:13  | valse    | 33 tours 25cm Paris Canaille (1953)               | Guillaume Apollinaire |
| Java partout           | 1:53  | java     | super 45 tours Java partout (1958)                |                       |
| Le Temps du tango      | 2:24  | tango    | album Encore du Léo Ferré (1958)                  | Jean-Roger Caussimon  |
| L'Invitation au voyage | 1:57  | valse    | album Les Fleurs du mal                           | Charles Baudelaire    |
| T'en as                | 2:14  | one-step | 33 tours 25cm Le Guinche (1955)                   |                       |
| La Zizique             | 1:48  | fox-trot | super 45 tours Java partout (1958)                |                       |
| Monsieur mon passé     | 2:17  | fox-trot | super 45 tours La Rue (1955)                      |                       |

## Musiciens
Jean Cardon (accordéon) et son Ensemble.